# Vilmos Zsigmondy
Vilmos Zsigmondy (1821-1888), parfois Guillaume Zsigmondy en français, est un ingénieur des mines hongrois, membre de l'Académie hongroise des sciences.

## Biographie
Son père, Sámuel Zsigmondy (hu), professeur de lycée, décède jeune et laisse sa mère, Friderika Fábry, avec six enfants dans une situation économique difficile. Le jeune Zsigmondy commence son secondaire à Szakolca puis à Komárom jusqu'en 1834 et l'achève à Pozsony en 1838. Zsigmondy s’intéresse tôt aux "Rapports parlementaires" (hu) (Országgyűlési Tudósítások) de Louis Kossuth et est attentifs aux joutes oratoires de ce dernier et de Ferenc Deák. Son intérêt pour les sciences naturelles se développe avec la bienveillance du professeur et prêtre Gábor Kováts-Martiny. Il se rend ensuite à Selmecbánya d'où il sort en 1842 ingénieur des mines et de sylviculture avec mention.
Il commence sa carrière comme directeur d'une mine à Szakolca en 1843. Il se rend à Vienne en 1844 au sein de la supervision des mines hongroise et de la direction centrale Impériale et Royale. Il suit dans le même temps des conférences de Wilhelm Karl von Haidinger à l'université de Vienne. Il est par la suite envoyé en Styrie, en Moravie, en Bohême et en Silésie où différentes missions lui sont confiées. Partisan de la révolution hongroise de 1848, il aide à la production de poudre et de canons. Condamné en 1849 à 6 ans de prison, il est cependant libéré à l'été 1850 et on lui confie la direction de l'exploitation minière de Dorog. 
Il s'intéresse à partir de 1861 à l'hydrologie et crée un nombre important de forages. Il prend part en 1868 à une entreprise risquée à laquelle lui seul semble croire, à l'origine de la Hősök tere et du parc de Városliget à Budapest. Les difficultés sont nombreuses mais le projet aboutit finalement. Les puits créés alimenteront des années plus tard les fameux thermes Széchenyi. La Hongrie est alors le pays d'Europe où les puits sont les plus profonds. Lui sont confiées en 1880 les études préliminaires à la construction du nouveau port de Fiume. Il confie en 1870 la gestion de sa société à son cousin, l'ingénieur Béla Zsigmondy, qui la développe aux Pays-Bas où de nombreux puits artésien sont créés et participent au développement de ce pays.
Expert de renommée mondiale, membre et président de diverses associations, il est membre de l'Académie hongroise des sciences en 1868, de la Société royale de géologie et soutient la création de l'Institut hongrois de géologie et de géophysique. Il est élu député (libéral) au parlement en 1875 et devient membre puis président du Comité national des finances. 
Il est inhumé en 1888 au cimetière national de Fiumei út.

## Galerie

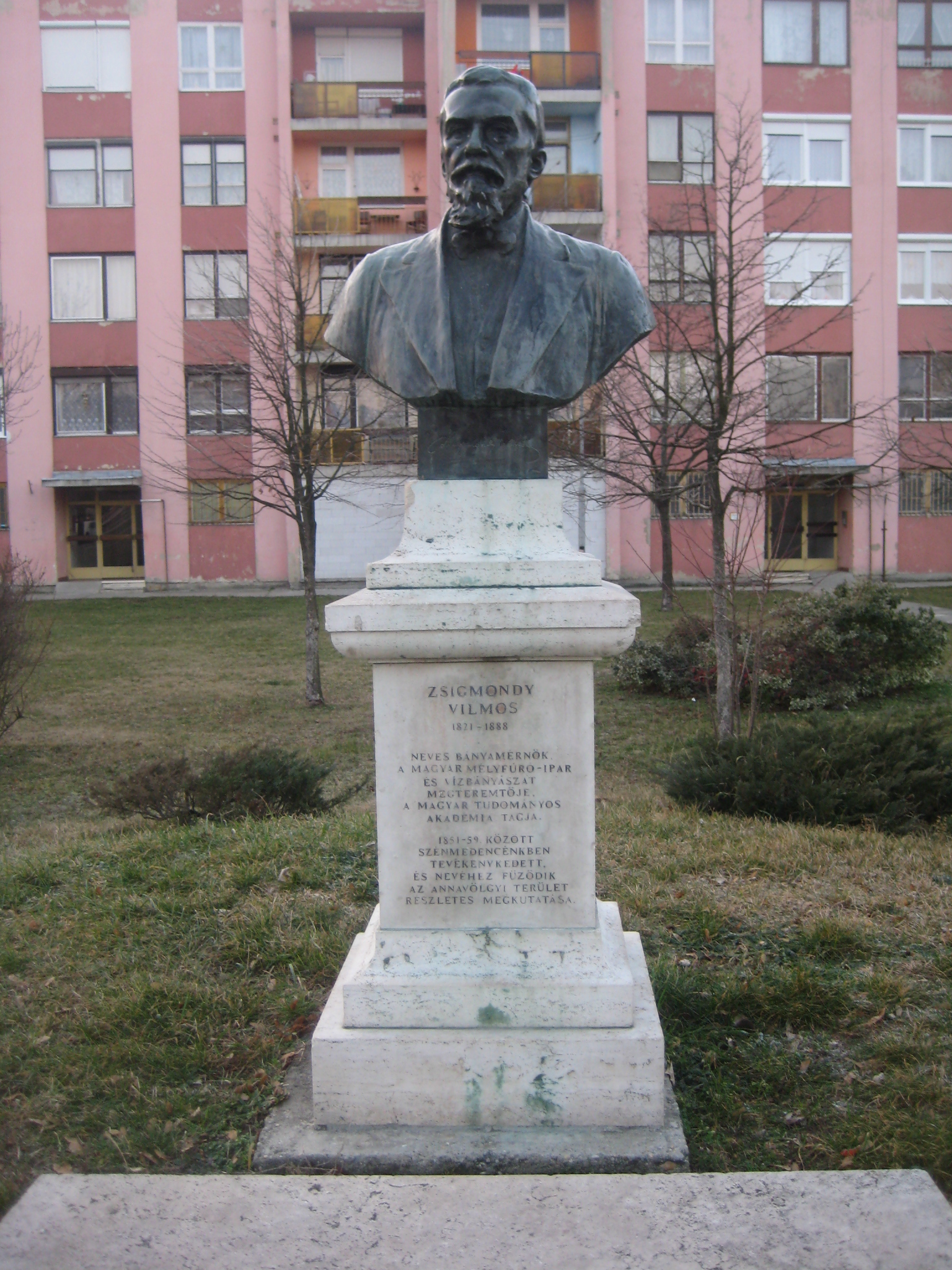
Buste de Vilmos Zsigmondy, Dorog.
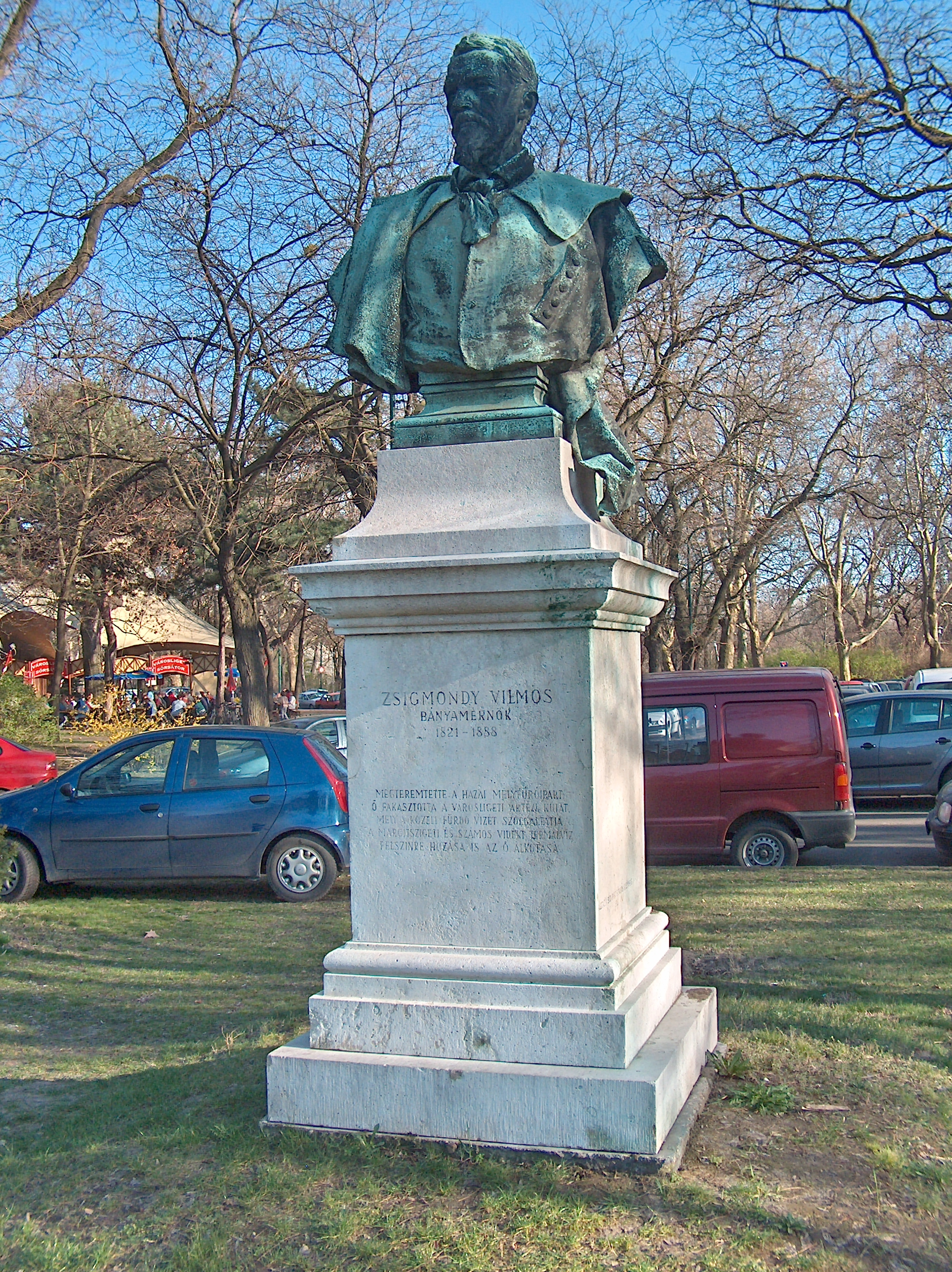
Buste de Vilmos Zsigmondy, Városliget.
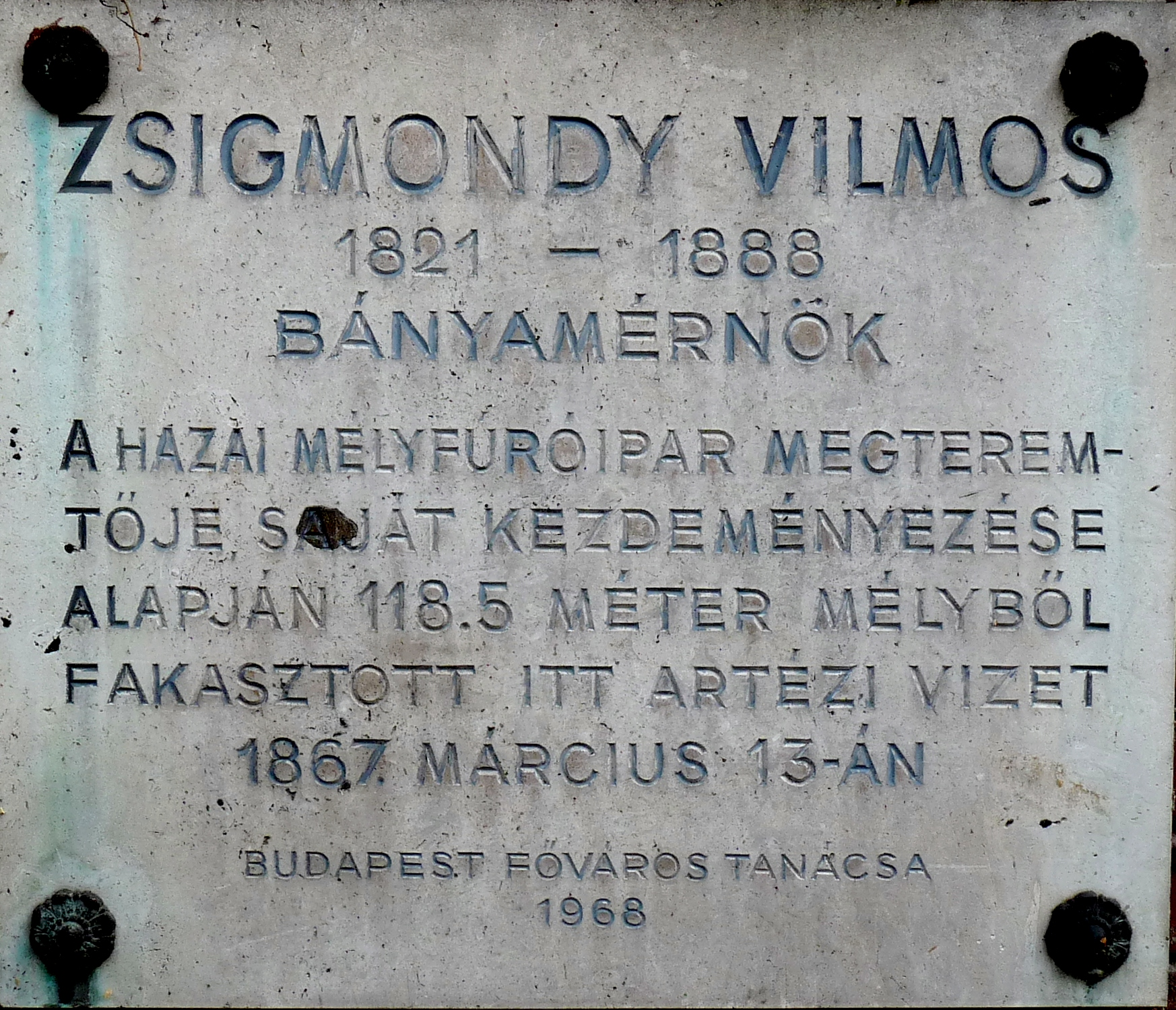
Plaque commémorative sur l'île de Margit-sziget.

## Honneurs
- 1868 : croix de chevalier de l'ordre de François-Joseph
- 1872 : conseiller royal
- 1878 : chevalier de la Légion d'honneur
- 1884 : Citoyen d'honneur de Selmec- és Bélabánya (hu)

## Famille
Il est le frère du dentiste Adolf Zsigmondy (en) et l'oncle de l'alpiniste Emil Zsigmondy, du prix Nobel de chimie Richard Adolf Zsigmondy, du mathématicien Karl Zsigmondy et du professeur et académicien Vilmos Schulek.

## Sources, liens externes
- Notices d'autorité :   - VIAF
  - ISNI
  - GND
  - NUKAT
- Notice dans un dictionnaire ou une encyclopédie généraliste :   - Österreichisches Biographisches Lexikon 1815–1950
- Zsigmondy Vilmos életrajza. joszerencset.hu. (Hozzáférés: 2011. május 14.)
- Magyar életrajzi lexikon I. (A–K). Főszerk. Kenyeres Ágnes. Budapest: Akadémiai. 1967
- Bányászati és Kohászati Lapok. XXII. Évfolyam. Selmecz. 1889.
- Csath Béla: Szobrok Zsigmondy Vilmosról (PDF)